# Jarosław Urbaniak

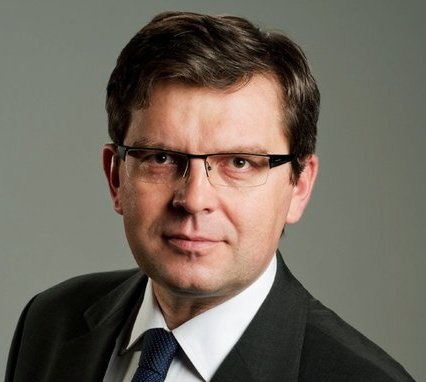
Jarosław Urbaniak

Jarosław Piotr Urbaniak (* 7. August 1966 in Ostrów Wielkopolski) ist ein polnischer Politiker (UD, UW, SKL, AWS, PO). Er war von 2005 bis 2010 und ist erneut seit 2015 Mitglied des Sejm in der V., VI., VIII., IX. und X. Wahlperiode an. Von 2010 bis 2014 war er Stadtpräsident von Ostrów Wielkopolski.

## Leben und Beruf
Urbaniak studierte Management an der Universität Warschau und Philosophie an der Katholischen Universität Lublin. Beide Studien schloss er mit einem Diplom ab. Anschließend unterrichtete er Mathematik an Mittelschulen in Ostrów Wielkopolski und Kalisz. Weiterhin arbeitete er bei einer Investmentbank und leitete ein Leasingunternehmen.
Jarosław Urbaniak ist verheiratet und hat zwei Töchter.

## Politik
Nach der politischen Wende gehörte Urbaniak zunächst der Ruch Obywatelski Akcja Demokratyczna, aus der die Unia Demokratyczna (UD) entstand. Durch die Fusion der UD mit dem Kongres Liberalno-Demokratyczny wurde er 1994 Mitglied der daraus entstandenen Unia Wolności. 1997 beteiligte er sich an der Gründung der Stronnictwo Konserwatywno-Ludowe. Für diese wurde er bei den Selbstverwaltungswahlen 1998 auf der Liste des Wahlbündnisses Akcja Wyborcza Solidarność in den Stadtrat seiner Heimatstadt gewählt. Nachdem er sich 2001 an der Gründung der Platforma Obywatelska (PO) in der Woiwodschaft Großpolen beteiligt hatte, wurde er bei den Selbstverwaltungswahlen 2002 für diese auf der lokalen Liste „Porozumienie Centroprawicy Nasze Miasto-Nasz Powiat-Nasza Gmina“ wiedergewählt.
Bei den Parlamentswahlen 2005 zog Urbaniak für die PO erstmals in den Sejm ein. Er hatte im Wahlkreis Kalisz 7400 Stimmen erhalten. Auch bei den vorgezogenen Parlamentswahlen 2007 konnte er mit 19.788 Stimmen im selben Wahlkreis wiederum ein Mandat erringen. Bei den Selbstverwaltungswahlen 2010 wurde er im zweiten Wahlgang mit 53,5 % der Stimmen gegen Amtsinhaber Włodzimierz Jędrzejak (SLD) zum Stadtpräsidenten von Ostrów Wielkopolski gewählt. Für ihn rückte Łukasz Borowiak in den Sejm nach. Bei den Selbstverwaltungswahlen 2014 kandidierte er erneut, unterlag aber im zweiten Wahlgang mit 44,8 % der Stimmen der parteilosen Beata Klimek. Bei der Parlamentswahl 2015 kehrte er für die PO in den Sejm zurück. Bei den Wahlen 2019 und 2023 gelang ihm jeweils für das Wahlbündnis Koalicja Obywatelska, an dem sich die PO beteiligt hatte, der Wiedereinzug in den Sejm. Seit 2023 ist er Vorsitzender des Sejm-Ausschusses für Geschäftsordnung, Abgeordnetenangelegenheiten und immunität. Im Juni 2024 wählte ihn der Sejm in den Krajowa Rada Sądownictwa.

## Ehrungen
- 2012 Silbernes Verdienstkreuz der Republik Polen[15]